# Дулуб, Олег Анатольевич
Оле́г Анато́льевич Дулу́б (бел. Алег Анатольевіч Дулуб; род. 20 сентября 1965, Калинковичи, Гомельская область) — советский и белорусский футболист, полузащитник и нападающий.

## Биография
С 1991 года играл за Гомсельмаш. В межсезонье 1991/92 играл в третьем дивизионе Польши за клуб «Янтарь» (Устка).
В 1992 вернулся в Беларусь, играл за «Гомсельмаш», «Шахтёр» и «Молодечно».
В 1994 году провел сезон в российском клубе 2-й лиги Самотлор-XXI.
В сезоне 1994/95 играл за чешский клуб 3-й лиги ФК «Синот» (Старе Место).
С 1995 года играл в Латвии — сначала за «Вайрогс», затем за «Динабург» и «Резекне».
Олег Дулуб стал первым легионером в истории резекненского футбола, а также первым в чемпионатах Латвии, кто забил пять мячей в одной игре. Это произошло 20 августа 1995 года в гостевой игре «Вайрогса» со «Сконто/Металс» (8:0). Дулуб отличился на 48-й (с пенальти), 50-й, 66-й, 72-й и 89-й минутах. Также на его счету два хет-трика в чемпионатах Латвии.
В 1997 играл в Китае за клуб «Далянь Ваньда», который в том сезоне стал чемпионом страны.
В 1998—2001 играл в финских клубах КПВ, Кемин Паллотоверит-85, ТП-47.

## Тренерская карьера
В 2002 году стал главным тренером дзержинской «Ливадии». Позднее был тренером дублирующего состава «Дариды» и второй команды «Минска». С 2007 по 2014 год работал ассистентом главного тренера в разных клубах белорусской Высшей лиги.
В мае 2015 года возглавил клуб Первой лиги «Крумкачи». В октябре 2016 года стал главным тренером ФК «Карпаты». В июне покинул пост тренера львовян по семейным обстоятельствам.
В сентябре 2017 возглавил одесский «Черноморец». 22 декабря 2017 покинул свой пост.
5 января 2018 возглавил БАТЭ из Борисова. Начал сезон с 8 победами подряд. Под его руководством команда потерпела двойное поражение от брестского «Динамо» в матче за Суперкубок (1:2) и в финале Кубка Беларуси (2:3). 3 июня 2018 года был отправлен в отставку.
Почти год отдыхал, рассматривал предложения клубов, был комментатором, весной 2019 тренировал юниорскую (U-19) сборную Беларуси, затем в мае принял предложение аутсайдера казахстанской Премьер-лиги ФК «Атырау»
. В сентябре 2019 года, после пяти подряд поражений в чемпионате Казахстана, контракт специалиста с клубом был разорван.
В январе 2021 года стал главным тренером «Крумкачей»
В августе 2023 года появилась информация, что специалист возглавит украинский клуб ЛНЗ. Вскоре официально стал главным тренером клуба.
В феврале 2025 года Дулуб вернулся в ФК «Львов» (который с 2023 года функционирует, как футбольная школа) в качестве детско-юношеского тренера

## Тренерская статистика
| Команда       | Страна    | Начало работы   | Окончание работы | Результаты | Результаты | Результаты | Результаты | Результаты |
| Команда       | Страна    | Начало работы   | Окончание работы | И          | В          | Н          | П          | % побед    |
| ------------- | --------- | --------------- | ---------------- | ---------- | ---------- | ---------- | ---------- | ---------- |
| Крумкачы      | Беларусь  | 12 мая 2015     | 6 октября 2016   | 54         | 27         | 9          | 18         | 050,00     |
| Карпаты Львов | Украина   | 7 октября 2016  | 11 июня 2017     | 23         | 7          | 7          | 9          | 030,43     |
| Черноморец    | Украина   | 4 сентября 2017 | 22 декабря 2017  | 13         | 3          | 7          | 3          | 023,08     |
| БАТЭ          | Беларусь  | 5 января 2018   | 3 июня 2018      | 16         | 11         | 2          | 3          | 068,75     |
| Беларусь U-19 | Беларусь  | 11 марта 2019   | 2 мая 2019       | 2          | 2          | 0          | 0          | 100,00     |
| Атырау        | Казахстан | 3 мая 2019      | 17 сентября 2019 | 17         | 4          | 5          | 8          | 023,53     |
| Крумкачы      | Беларусь  | 24 января 2021  | 24 июня 2021     | 11         | 6          | 3          | 2          | 054,55     |
| Львов         | Украина   | 6 сентября 2021 | 20 марта 2023    | 31         | 9          | 7          | 15         | 029,03     |
| ЛНЗ           | Украина   | 30 августа 2023 | 10 июня 2024     | 25         | 10         | 8          | 7          | 040,00     |
| Всего         | Всего     | Всего           | Всего            | 192        | 79         | 48         | 65         | 041,15     |